# Probame (Demo)
Probame DEMO es un álbum de la banda de rock argentina Jóvenes Pordioseros lanzado en noviembre de 2001. Es un demo de catorce canciones grabado en el estudio The Orchard Enterprises. Posteriormente en noviembre de 2021 se publicó en la página oficial de la banda la celebración de 20 años del lanzamiento del álbum. Las canciones fueron escritas por Cristian Iglesias y producidas por Hernando Canata. Posteriormente en 2003 se regrabó el álbum en los estudios Warner Bros Music (WMG) y la canción que los llevó a la fama fue ¿Que se siente estar tan sola? y Quiero Tocar.  Quedando este como el primer álbum de debut definitivo grabado de manera profesional. 

## Lista de Canciones
| Probame (Demo) |                                  |          |  |
| N.º            | Título                           | Duración |  |
| 1.             | «Chicos del barrio»              | 3:15     |  |
| 2.             | «Bailando»                       | 3:23     |  |
| 3.             | «Vértigo»                        | 3:12     |  |
| 4.             | «Quiero tocar»                   | 2:53     |  |
| 5.             | «Nunca pude estar solo»          | 3:54     |  |
| 6.             | «Todo me alcanza»                | 2:05     |  |
| 7.             | «Que haces»                      | 3:23     |  |
| 8.             | «Voy borracho»                   | 3:11     |  |
| 9.             | «¿Que se siente estar tan sola?» | 3:41     |  |
| 10.            | «Cuando me muera»                | 2:57     |  |
| 11.            | «Dale que va»                    | 3:06     |  |
| 12.            | «Vuelan alto»                    | 3:54     |  |
| 13.            | «Veneno»                         | 2:45     |  |
| 14.            | «Maldito san telmo»              | 3:27     |  |

## Presentación
En 2001 se presentó en Roxie. En 2003 se presentó en la discoteca ''Cemento''; ya para ese entonces el álbum había sido regrabado, su canción ''¿Qué se siente estar tan sola?'' se presentó en The End antes del inicio de un concierto de Callejeros antes de dar la lista cultural de las bandas posteriormente a presentarse. En noviembre de 2021 se presentaron en "La Trastienda", recinto ubicado en San Telmo, para celebrar los 20 años de Probame.